# Віршоспіви
«Віршоспіви»  — четвертий студійний альбом гурту Вертеп, випущений у 2009 році.

## Зміст
1. Третій поверх Вертепу (уривок з вірша Ю. Андруховича)
2. Ключ (вірш Макса Паленка)
3. Єврейський хлопчик - Вертеп+Дарина Важинська
4. Nothing but musiс (вірші Вікторії Наріжної)
5. Ванеса (вірш Мар`яни Савки)
6. Мой милый друг – Вертеп+Олександр Кабанов
7. Мова (вірш Олександра Ірванця)
8. Посаджу тебе на руки – Вертеп+Григорій Семенчук
9. Стара Румунка (вірш Марії Матіос)
10. Коли знемагає електрика – Вертеп+Дмитро Лазуткін
11. По траві (вірш Сергія Жадана)
12. Яой - Вертеп+Віка Наріжна
13. Будда (вірш Сергія Жадана)
14. Фудзі-Блюз – Вертеп+Макс Бородін
15. Нечаста (вірш Тимофія Хомяка)
16. Абракадабри юних войовничих поетів – Вертеп+Вікторія Наріжна
17. Крек (вірш Сергія Жадана)
18. Крила (вірш Олексія Бондаренка)
19. Буває, Господь... – Вертеп+Галина Крук
20. Амстердам (вірш та виконання Юрко Покальчук+Вертеп)
21. Бережіть – Вертеп+Світлана Поваляєва (drums)
22. Музика і очерет (вірш Сергія Жадана, музика за творами P.Metheny): live 15.12.2008.
  - bonus: Коломийка (вірш Алли Рибіцької)

## Прес-реліз
«Усі пісні в альбомі написано на слова сучасних українських поетів: Марії Матіос, Сергія Жадана, Вікторії Наріжної, Максима Паленка, Олександра Ірванця, Мар'яни Савки та інших поетів-друзів музикантів. Ще два тексти до пісень написано Олексієм Бондаренком та Тимофієм Хомяком, авторами більшості текстів гурту. Крім пісень до альбому ввійдуть музичні експерименти, де поети самі читають свої вірші під музику «Вертепу». Так на альбомі можна буде почути голоси Дмитра Лазуткіна, Світлани Поваляєвої, Григорія Семенчука, Галини Крук, Олександра Кабанова, Дарини Важинської, Вікторії Наріжної та ще кількох сучасних поетів з різних міст України. Лейт-мотивом альбому став куплет відомого вірша (а в подальшому пісні) Юрія Андруховича «Три поверхи вертепу».
Окремим треком-присвятою є вірш «Амстердам», заспіваний Юрком Покальчуком. За останні півтора року гурт «Вертеп» мав кілька виступів із метром української літератури в Києві, Харкові та Львові. На жаль, жоден із концертів не було закарбовано в цифру, тому музику наклали на голос вже після смерті поета, який залишив по собі величезний не лише літературний, а й музичний спадок.
Музиканти гурту запевняють, що ніяким чином не претендують на укладання якоїсь антології «піснеспівів» на слова українських поетів. Вірші для пісень часто обрані випадково, а чи заграні до цього на різних імпрезах в країні за участі самих поетів. Частина пісень і досі залишається в роботі, тож коли їх почує світ із музикою «Вертепу» - невідомо. Так вірші багатьох улюблених поетів залишаються для майбутніх релізів.
Альбом вийшов дуже багатогранним: так, «Єврейський хлопчик» з Дариною Важинською тяжіє до електронних експериментів, вірш Олександра Ірванця в пісні «Мова» було підтримано класичними гітарами, а «Крек» Сергія Жадана перетворився на східну містерію зі співом автентичного мулли.
Переважна більшість аранжувань зроблено ще одним вокалістом гурту, за сумісництвом барабанщиком, відомим дніпропетровським джазовим музикантом Миколою Константіновим».

## Музиканти
- Тимофій Хомяк — вокал, аранжування, вірш та продюсування
- Микола Константінов — вокал, музика, барабани, перкусія, аранжування
- Олексій Бондаренко — вокал, акустична гітара, губна гармошка, музика та вірші
- Федір Бугай — музика
- Олександр Бочкарьов — музика, гітари
- Артем Кущ — клавішні, музика
- Олександр Панєв — бас-гітара
- Олексій Сосинський — бас-гітара, музика

### Запрошені
- Наталя Бабак — вокал (20)
- Володимир Євдакименко — альт-сакс
- Андрій Семенов — сакс (21)
- Дмитро Соловйов — клавішні
- Ігор Науменко — сакс
- Давид Костандян — кларнет
- Оксана Бондар — вокал
- Ярослава Бондаренко — декламація (1)
- Оля Константинова — вокал (23)
- Роман Яцун — скрипка (23)

### Запис та оформлення
- Андрій Карачун — гітари, аранжування, звукорежисура
- Андрій Турік — накоплення, звукорежисура
- Євген Кравцов — звукорежисура